# Kriváň (Ort)
Kriváň (ungarisch Krivány) ist eine Gemeinde in der Mittelslowakei. Sie liegt im Tal des Flusses Slatina am Fuße des Gebirges Veporské vrchy in der Nähe der Städte Detva und Hriňová, etwa 28 km von Zvolen und 31 km von Lučenec entfernt.

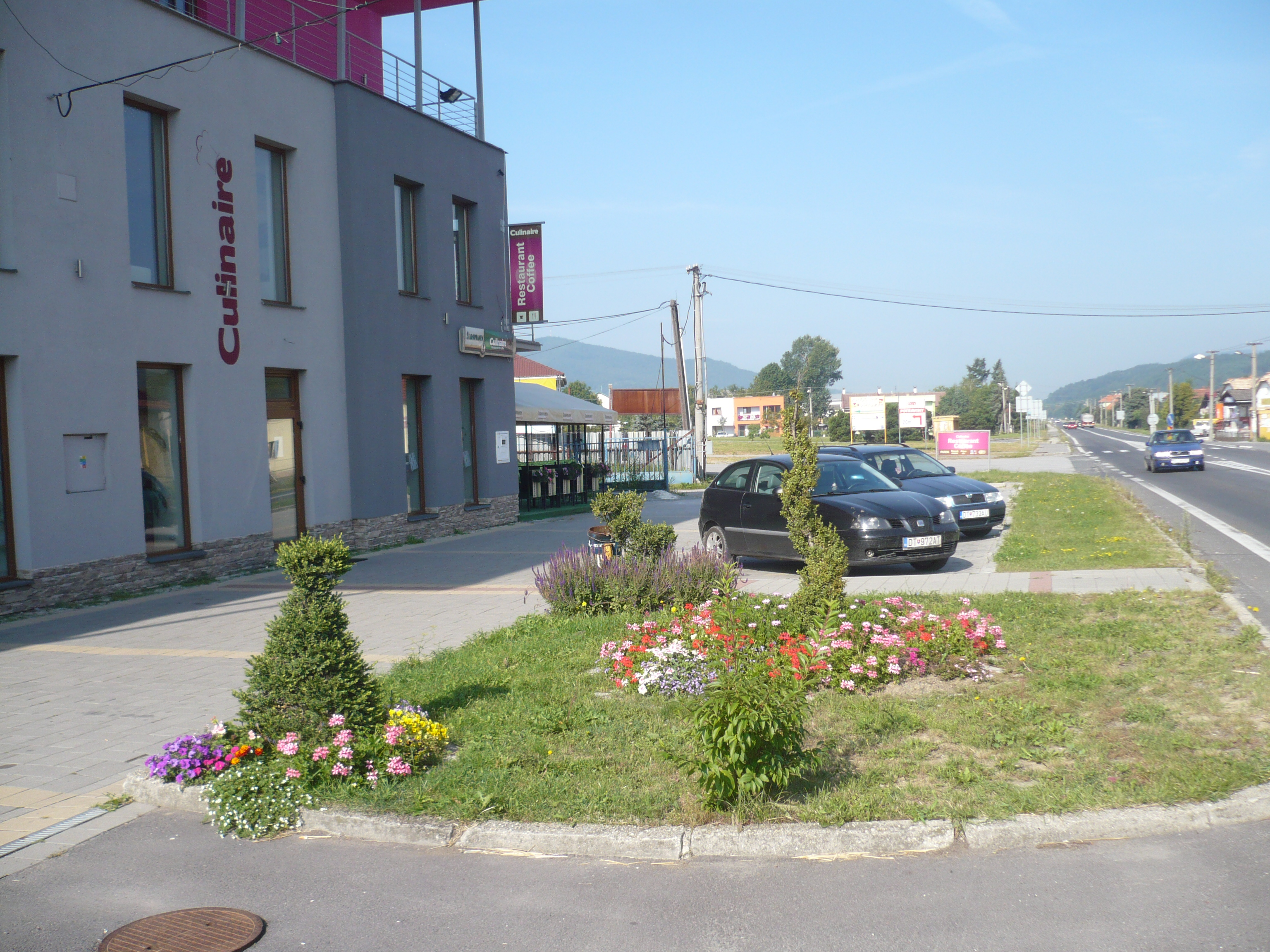
Blick im Zentrum von Kriváň

Die Gemeinde entstand offiziell 1955, als sie aus dem Gemeindegebiet von Detva ausgegliedert wurde. 1993 wurde der Ort Korytárky als eigenständige Gemeinde ausgegliedert.
Die Geschichte des Ortes beginnt jedoch schon in der zweiten Hälfte des 19. Jahrhunderts, als hier die Eisenbahnstrecke Salgótarján–Lučenec–Zvolen–Vrútky (Fortsetzung der Ungarischen Nordbahn von Pest heraus) 1871 eröffnet wurde. Der dabei entstandene Bahnhof begünstigte die Entwicklung von Industrie um ihn herum, so entstanden auch Wohnhäuser, aus denen sich die spätere Gemeinde entwickelte. Die Bahnlinie ist heute Teil der Strecke Zvolen–Košice.

## Bevölkerung
| Jahr                | 1994 | 2004    | 2014    | 2024    |
| ------------------- | ---- | ------- | ------- | ------- |
| Anzahl der Personen | 1638 | 1709    | 1689    | 1739    |
| Unterschied         |      | +4,33 % | −1,17 % | +2,96 % |

| Jahr                | 2023 | 2024    |
| ------------------- | ---- | ------- |
| Anzahl der Personen | 1727 | 1739    |
| Unterschied         |      | +0,69 % |

## Persönlichkeiten
- Géza Szigritz (1907–1949), ungarischer Schwimmer